# Скала, Лилия
Лилия Ска́ла (нем. Lilia Skala, 28 ноября 1896 — 18 декабря 1994) — австро-американская актриса, номинантка на премию «Оскар» в 1963 году.

## Биография
Лилия родилась в Вене, Австро-Венгрия. Сниматься в кино она начала ещё у себя на родине в 1931 году. В конце 1930-х годов она покинула Австрию, аннексированную нацистской Германией, вместе с мужем-евреем Эриком Поллаком и двумя юными сыновьями. Сначала им удалось бежать в Великобританию, а потом уже и в США.
В США семейство поселилось в Нью-Йорке. Первоначально Лилии Скала, как не говорящему по-английски беженцу, пришлось работать на фабрике по производству застёжек-молний в Куинсе. Вновь возродить свою актёрскую карьеру ей удалось в начале 1950-х, когда ей стали предлагать первые роли на телевидении.
В 1963 году за роль в фильме «Полевые лилии» Скала была номинирована на «Оскар» за лучшую женскую роль второго плана. На момент её номинации на премию Американской киноакадемии из-за тяжёлого финансового состояния актриса работала в «Нью-йоркском агентстве потерь и пропаж», и сумела посетить церемонию лишь после того, как компания «United Artists» решила оплатить её проезд в Лос-Анджелес. Позже она появилась в кинокартинах «Корабль дураков» (1965), «Роузлэнд» (1977), «Дом игр» (1987) и ряде других.
Лилия Скала умерла в пригороде Нью-Йорка в возрасте 98 лет. Её жизнь стала основой сценарии для пьесы «Лилия!», которую написала и в которой исполнила главную роль её внучка Либби Скала.

## Избранная фильмография
| Год  |   | Русское название    | Оригинальное название | Роль                 |
| ---- | - | ------------------- | --------------------- | -------------------- |
| 1953 | ф | Назовите меня мадам | Call Me Madam         | великая княгиня Софи |
| 1963 | ф | Полевые лилии       | Lilies of the Field   | мать Мария           |
| 1965 | ф | Корабль дураков     | Ship of Fools         | фрау Хуттен          |
| 1967 | ф | Каприз              | Caprice               | мадам Пиаско         |
| 1968 | ф | Чарли               | Charly                | доктор Анна Штраус   |
| 1975 | ф | Смертоносный герой  | Deadly Hero           | миссис Бродерик      |
| 1977 | ф | Роузленд            | Roseland              | Роза                 |
| 1979 | ф | В глубине страны    | Heartland             | миссис Ландауэр      |
| 1983 | ф | Танец-вспышка       | Flashdance            | Ханна Лонг           |
| 1983 | ф | Завещание           | Testament             | Фания                |
| 1987 | ф | Дом игр             | House of Games        | доктор Литтауэр      |